# Eudipleurina ambrensis
Eudipleurina ambrensis är en fjärilsart som beskrevs av Pierre Leraut 1989. Eudipleurina ambrensis ingår i släktet Eudipleurina och familjen Crambidae. Inga underarter finns listade i Catalogue of Life.